# Battles tecken
Battles tecken är inom medicinen retroauriculära echymoser, vilket betyder blåmärken (blodutgjutelser) bakom örat över processus mastoideus. Detta är en indikation på fraktur på skallbasen.
Fenomenet är uppkallat efter den brittiske kirurgen William Henry Battle (1855-1936).
Skallfrakturer är vanligt förekommande bland barn och uppstår vanligtvis genom trafikolyckor såsom bilolyckor och cykelolyckor, men kan även uppkomma genom misshandel. Battles tecken kan vara synliga under flera dagar efter det att en basilär skallfraktur har uppstått.